# Ель-Пендо

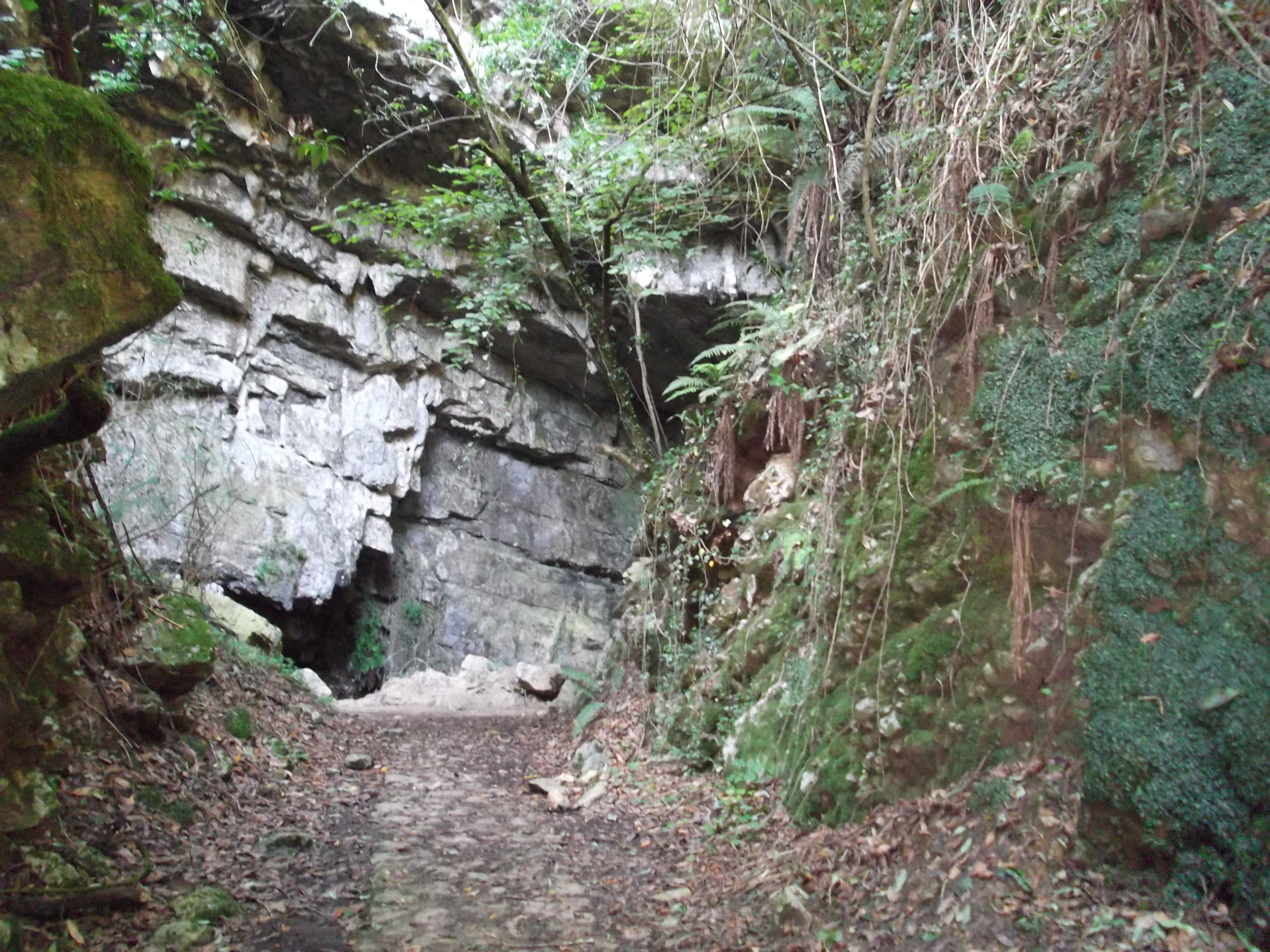
Вхід до печери Ель-Пендо.

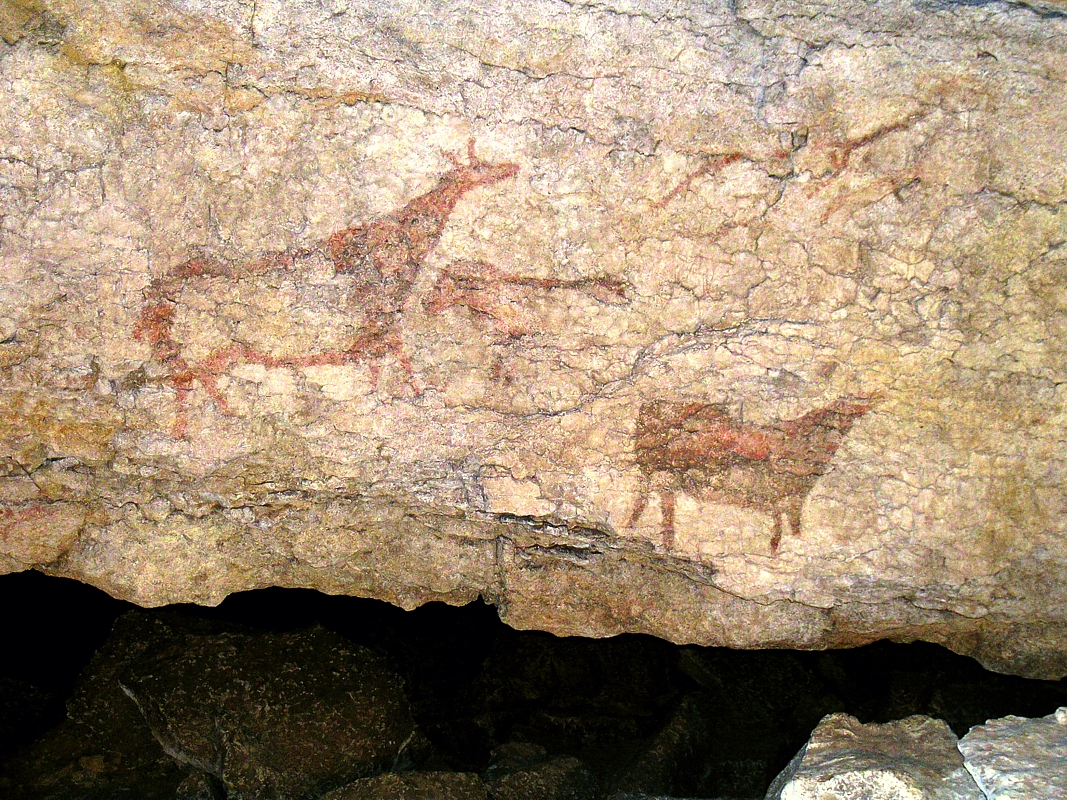
Наскельний живопис Ель-Пендо

43°29′17″ пн. ш. 3°09′13″ сх. д. / 43.48806° пн. ш. 3.15361° сх. д.
Ель-Пендо (ісп. Cueva de El Pendo) — доісторична печера, розташована на південному заході Ескобедо-де-Камарго в  Кантабрії, Іспанія. Знаменита своїм наскельним живописом епохи верхнього палеоліту, і занесена в список об'єктів  Всесвітньої спадщини ЮНЕСКО (Альтаміра і наскельний живопис Північної Іспанії).
Печеру було виявлено в 1878 році Марселіно Сансом де Саутуола, і з тих пір багаторазово ставала об'єктом досліджень археологів. Так, в 1907 році її вивчав відомий учений, дослідник палеолітичного живопису Кантабрії, Алькальде дель Ріо, який разом з Хесусом Карбальо знайшов безліч витворів мобільного мистецтва, у тому числі був знайдений і знаменитий «жезл начальника», що є оленячим рогом з вигравійованим на нім зображенням сарни.
Незважаючи на відкриття, зроблені А. дель Ріо і Карбальо, до кінця XX століття печера Ель-Пендо вважалася бідною на археологічні пам'ятки, залишені первісною людиною. Але все змінилося в 1997 році, коли археологи Рамон Монтес і Хуан Сангіно відкрили унікальний «Мальовничий фриз» (ісп. Friso de las Pinturas) Ель-Пендо, що є горизонтальною смугою довжиною 25 м, на якій розташовані численні зображення тварин. Вік малюнків становить понад 20 000 років.

## Ресурси Інтернету
- Вікісховище має мультимедійні дані за темою: Ель-Пендо
- Cueva de El Pendo (ісп.). cuevas.culturadecantabria.com. Архів оригіналу за 25 січня 2013. Процитовано 11 грудня 2012.*
- Web informativa sobre El Pendo